# Marburger Kamerapreis

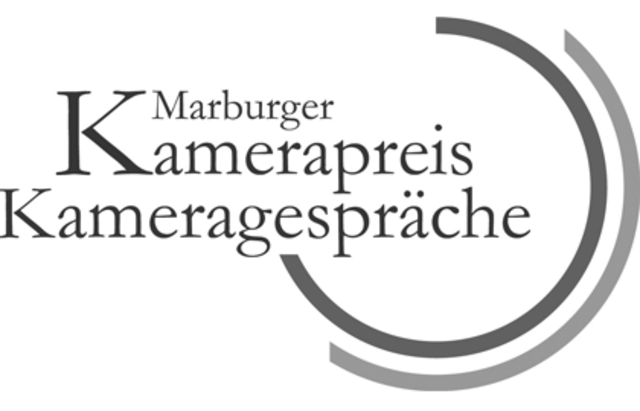
Logo

Der Marburger Kamerapreis ist eine im Jahr 2000 gestiftete Auszeichnung der Philipps-Universität Marburg und der Stadt Marburg für national und international herausragende Bildgestaltung in Film und Fernsehen.

## Zielsetzung
Sinn und Ziel ist es, einmal jährlich die allzu häufig übersehene Leistung bedeutender Kameramänner oder Kamerafrauen zu würdigen. Dem „Verkennen und Übersehen der Kameraleistung“ will der Marburger Kamerapreis entgegenwirken. Er soll den Blick auf den fundamentsetzenden Beitrag der Filmkamera-Kunst lenken. Er dient dem Kenntlichmachen der Kameraarbeit als einem wesentlichen Bereich der Film- und Bildkultur. Der Preis kann für das Gesamtwerk vergeben werden oder die hervorstechende Arbeit noch unbekannter Kameraleute würdigen. Diese Auszeichnung kann für den Bereich des Spielfilms ebenso wie für Dokumentar- oder Experimentalfilme verliehen werden.
Erstmals wurde der Marburger Kamerapreis am 2. März 2001 während der 3. Marburger Kameragespräche verliehen, die alljährlich vom Fachbereich Medienwissenschaft der Philipps-Universität und dem deutschen Berufsverband Kinematografie veranstaltet werden. Initiator des Ereignisses war und ist der Marburger Medienwissenschaftler Karl Prümm.

## Strukturen
Die Dotierung des Kamerapreises in Höhe von 5000 Euro wird finanziert durch die Stadt Marburg und in der Rahmenorganisation zusätzlich gesponsert durch ARRI Arnold & Richter Cine Technik sowie die Sparkasse Marburg-Biedenkopf.
Über die Auswahl der Preisträger entscheidet ein Beirat, dem ein Vertreter der Marburger Medienwissenschaft, des Fachdienstes Kultur der Stadt Marburg, der Marburger Kinobetriebe, des Bundesverbandes Kamera e. V. sowie renommierte Filmkritiker angehören. Die Bekanntgabe des ersten Preisträgers erfolgt jeweils im Herbst des Vorjahres. Der Festakt der Überreichung erfolgt dann jeweils im Rahmen der „Kameragespräche“ im März in der Alten Aula der Philipps-Universität Marburg.

## Preisträger
Der Preis wurde bislang 24 Mal vergeben, darunter fünfmal an eine Frau (Stand: 2025). 
| Jahr | Preisträger/-in        | Land                                 |
| ---- | ---------------------- | ------------------------------------ |
| 2001 | Raoul Coutard          | Frankreich                           |
| 2002 | Frank Griebe           | Deutschland                          |
| 2003 | Robby Müller           | Niederlande                          |
| 2004 | Sławomir Idziak        | Polen                                |
| 2005 | Walter Lassally        | Vereinigtes Königreich / Deutschland |
| 2006 | Judith Kaufmann        | Deutschland                          |
| 2007 | Eduardo Serra          | Portugal / Frankreich                |
| 2008 | Renato Berta           | Schweiz                              |
| 2009 | Wolfgang Thaler        | Österreich                           |
| 2010 | Jost Vacano            | Deutschland                          |
| 2011 | Anthony Dod Mantle     | Vereinigtes Königreich               |
| 2012 | Agnès Godard           | Frankreich                           |
| 2013 | Reinhold Vorschneider  | Deutschland                          |
| 2014 | Paweł Edelman          | Polen                                |
| 2015 | Edward Lachman         | USA                                  |
| 2016 | Jürgen Jürges          | Deutschland                          |
| 2017 | Luca Bigazzi           | Italien                              |
| 2018 | Hélène Louvart         | Frankreich                           |
| 2019 | Thomas Mauch           | Deutschland                          |
| 2021 | Philippe Rousselot     | Frankreich                           |
| 2022 | Claire Mathon          | Frankreich                           |
| 2023 | Benedict Neuenfels     | Deutschland                          |
| 2024 | Sturla Brandth Grøvlen | Norwegen                             |
| 2025 | Caroline Champetier    | Frankreich                           |